# هوسيا مان
هوسيا مان هو سياسي أمريكي، ولد في 13 يوليو 1858، وتوفي في 7 سبتمبر 1948 في براتلبورو في الولايات المتحدة. نشط حزبياً في الحزب الجمهوري. وقد انتخب List of speakers of the Vermont House of Representatives ‏.